# Exeter (Kalifornien)
Exeter ist eine Stadt im Tulare County im US-Bundesstaat Kalifornien, Vereinigte Staaten. Das U.S. Census Bureau hat bei der Volkszählung 2020 eine Einwohnerzahl von 10.321 ermittelt.
Die Wurzeln der Stadt gehen zurück auf eine Eisenbahnlinie, die 1888 durch das San Joaquin Valley gebaut wurde. D. W. Parkhurst, ein Vertreter der Southern Pacific Transportation, kaufte das Land von dem Siedler John Firebaugh und gründete eine Siedlung, die er nach seiner Heimatstadt  Exeter benannte.
Im Oktober 1929 gab es in Exeter einen Aufstand gegen die philippinische Bevölkerung. Ein Mob stürmte ein philippinisches Arbeiterlager und brannte es nieder. Diese Rassenunruhe gegen die philippinische Bevölkerung breitete sich entlang der Westküste der Vereinigten Staaten aus.

## Persönlichkeiten
- William F. DeGrado (* 1955), Chemiker